# Mieczysław Hejnowicz
Mieczysław Hejnowicz (ur. 18 października 1890, zm. 21 października 1939) – działacz społeczno-polityczny.

## Życiorys
Mieczysław Hejnowicz urodził się w Gostyniu, a jego rodzicami byli Stanisław Hejnowicz, młynarz oraz Julianna z domu Hejnowicz. W rodzinnym mieście w szkole wydziałowej ukończył 4 klasy. Następnie wyjechał w 1908 do Danii, gdzie ukończył 3-letnią szkołę młynarską i zdobywając tym samym zawód młynarza. Po powrocie w 1911 do Gostynia podjął pracę w wyuczonym zawodzie. Wcielony do armii niemieckiej podczas I wojny światowej i walczył w niej na froncie zachodnim, a pod Verdun był ranny. Wybrano go 11 listopada 1918 na przewodniczącego Rady Żołnierskiej w Gostyniu. W powstaniu wielkopolskim był uczestnikiem walk pod Lesznem. Od 1919 do 1921 w starostwie gostyńskim był pracownikiem wydziału wojskowego. Jako właściciel młyna do 1939 w Związku Młynarzy Wielkopolskich był jego prezesem oraz zasiadał w radzie miejskiej Gostynia.

## Działalność społeczna i polityczna
Zasiadał w zarządzie Towarzystwa Gimnastycznego „Sokół”, Towarzystwa Czytelni Ludowych, Akcji Katolickiej Związku Towarzystw Przemysłowych i Rzemieślniczych. Działał w ruchu narodowodemokratycznym. Prezes Związku Ludowo-Narodowego w Gostyniu, a od 1928 do 1938 był nim w powiecie gostyńskim. Również w powiecie był organizatorem SN z ramienia Zarządu Wojewódzkiego Stronnictwa Narodowego. Delegat, którego wybrał w 1928 Zarząd Wojewódzki do Rady Naczelnej w Warszawie. Od 1929 do 1932 pełnił jednocześnie obowiązki kierownika powiatowego Wydziału Młodych Obozu Wielkiej Polski. W 1930 kandydował z ramienia tej partii do sejmu, lecz nie wybrano go. Główny organizator komitetów wyborczych endecji w powiecie gostyńskim do rad miejskich oraz sejmu. Zwolennik linii politycznej, którą reprezentowała we władzach SN grupa Mariana Seydy.

## Okoliczności śmierci
Wyjechał z Gostynia 3 września 1939 i pojechał do Dolska, a następnie Sempolna, w którym organizował, z ochotników tam napływających, pułk wielkopolski, mający walczyć z Niemcami. Władze wojskowe wyznaczyły go w Brdowie na stanowisko komendanta. Dotarł do Kutna, ale powrócił do Gostynia obawiając się niewoli niemieckiej. Aresztowany 19 października 1939 w roli zakładnika, a 21 października rozstrzelano go na gostyńskim rynku i pochowany na cmentarzu gostyńskim. Niemcy określali go mianem „der Polenkonig”.
Tablica upamiętniająca ofiary egzekucji z 1939 została ustanowiona na ścianie ratusza w Gostyniu.

## Życie prywatne
Od 1918 był żonaty z Heleną Czwojdzińską i miał z nią dzieci: Michalinę (ur. 1919), Zofię (1921-2011), Bolesława (ur. 1922), Kazimierę (ur. 1924), Stefana (ur. 1925), Felicję (ur. 1927), Mieczysława (ur. 1928), Henryka-Stanisława (ur. 1930), Andrzeja (ur. 1931), Marię (ur. 1933), Janusza (ur. 1938).